# Henry Cavill

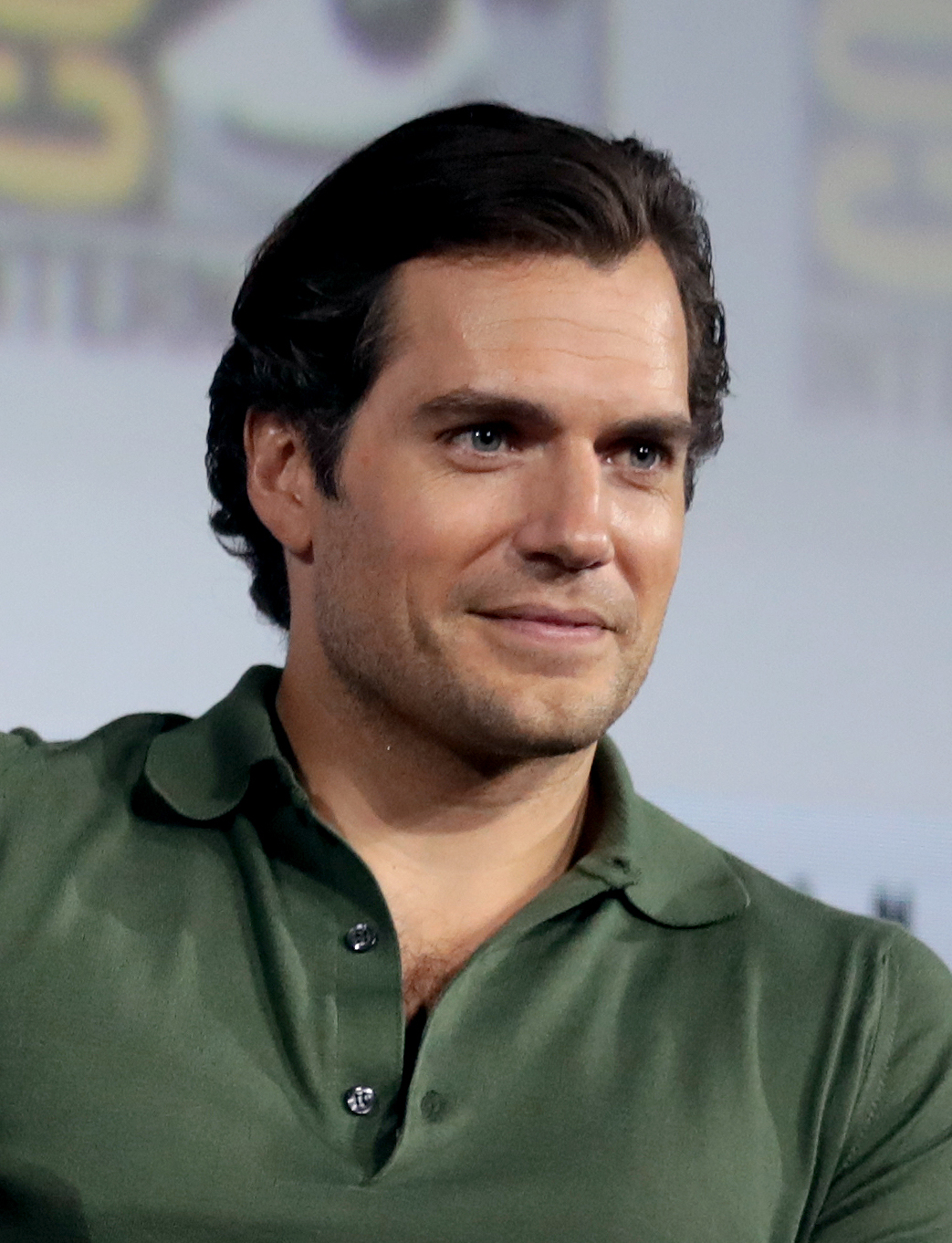
Henry Cavill bei der Comic-Con 2019

Henry Cavills Unterschrift

Henry William Dalgliesh Cavill (* 5. Mai 1983 in Saint Helier auf Jersey, Kanalinseln) ist ein britischer Schauspieler.

## Leben
Henry Cavill wuchs als der vierte von fünf Brüdern in Jersey auf und besuchte die Stowe School in Stowe, Buckinghamshire. Bereits im Schultheater zeigte sich Cavills Talent für die Schauspielerei; so wurde er meist für große Rollen (so für Oberon in Ein Sommernachtstraum) besetzt.
Entdeckt wurde Cavill als 17-Jähriger im Jahr 2000 von Regisseur Dennis Berry. Das Jugenddrama Laguna – erstmals im April 2001 gezeigt – war Cavills Filmdebüt. Seinen Durchbruch hatte er 2002 an der Seite von Jim Caviezel in Kevin Reynolds Abenteuerfilm Monte Cristo. Danach stand Cavill u. a. in Tristan & Isolde aus dem Jahr 2006 vor der Kamera.
Drei Filmrollen, für die er ebenfalls vorsprach, musste Cavill jedoch anderen Schauspielern überlassen. Bei Batman Begins wie auch bei Superman Returns und James Bond 007 – Casino Royale nahm er an den Castings teil, die jeweiligen Rollen gingen jedoch an Christian Bale, Brandon Routh und Daniel Craig. In dem Film Der Sternwanderer war er 2007 an der Seite von Michelle Pfeiffer und Claire Danes erneut auf der Kinoleinwand zu sehen. Großen Erfolg feierte Henry Cavill mit der Serie Die Tudors. Darin spielte er die Rolle des Charles Brandon – ein charismatischer junger Mann, dem die Frauen zu Füßen liegen und der keine Vergnügungen scheut sowie ein guter Freund und enger Berater des Königs Heinrich VIII. (gespielt von Jonathan Rhys Meyers) ist. Die Treue und die Freundschaft wird jedoch auf die Probe gestellt, als sich Brandon in die Schwester des Königs verliebt.
In Zack Snyders Superman-Verfilmung Man of Steel, die im Juni 2013 in die Kinos kam, spielte Cavill die Hauptrolle. In den beiden ebenfalls von Snyder inszenierten Fortsetzungen Batman v Superman: Dawn of Justice (2016) und Justice League (2017) sowie in Black Adam (2022) war Cavill erneut als Superman zu sehen. Im März 2017 wurde bekannt, dass er eine Rolle in Mission: Impossible 6 übernehmen wird.
Seit 2019 spielte er die Hauptrolle des Geralt von Riva in der Netflix-Serie The Witcher, welche auf der Geralt-Saga des polnischen Schriftstellers Andrzej Sapkowski basiert. Im Oktober 2022 gab er bekannt, dass er die Serie nach Ausstrahlung der dritten Staffel verlassen wird.
Der Schauspieler hält sein Privatleben weitgehend von der Öffentlichkeit fern. Im Mai 2011 wurde bekannt gegeben, dass er sich mit der Springreiterin Ellen Whitaker verlobt hatte. Die Verlobung wurde jedoch im August 2012 wieder gelöst, nachdem das Paar sich bereits Monate zuvor getrennt hatte.
Im April 2021 machte er seine Beziehung zu Natalie Viscuso öffentlich. Im Januar 2025 wurde bekannt, dass beide Eltern geworden sind.
In seiner Freizeit ist Henry Cavill ein leidenschaftlicher Computerspieler. Er kennt sich bestens mit Computer-Hardware aus und baut seine Gaming-PCs selbst.
Außerdem engagiert er sich als Fan für die Umsetzung einer Serie aus dem „Warhammer-40.000“-Universum. Diese wird auf Amazon erscheinen.

## Filmografie
- 2001: Laguna
- 2002: Monte Cristo (The Count of Monte Cristo)
- 2002: Inspector Lynley (The Inspector Lynley Mysteries, Fernsehserie, 1 Folge)
- 2003: I Capture the Castle
- 2003: Inspector Barnaby (Midsomer Murders, Fernsehserie, Folge 1x07: Blut ist dicker… (The Green Man))
- 2005: Hellraiser: Hellworld (Hellraiser: Hellworld)
- 2006: Red Riding Hood
- 2006: Tristan & Isolde
- 2007: Der Sternwanderer (Stardust)
- 2007–2010: Die Tudors (The Tudors, Fernsehserie)
- 2008: Blood Creek (Town Creek)
- 2009: Whatever Works – Liebe sich wer kann (Whatever Works)
- 2011: Krieg der Götter (Immortals)
- 2012: The Cold Light of Day
- 2013: Man of Steel
- 2013: Extrem abgefahren (Driven to Extremes, Dokureihe, eine Folge)
- 2015: Codename U.N.C.L.E. (The Man from U.N.C.L.E.)
- 2016: Batman v Superman: Dawn of Justice
- 2017: Sand Castle
- 2017: Justice League
- 2018: Mission: Impossible – Fallout
- 2018: Nomis – Die Nacht des Jägers (Night Hunter)
- 2019–2023: The Witcher (Fernsehserie)
- 2020: Enola Holmes
- 2021: Zack Snyder’s Justice League
- 2022: Black Adam
- 2022: Enola Holmes 2
- 2024: Argylle
- 2024: The Ministry of Ungentlemanly Warfare
- 2024: Deadpool & Wolverine